# Пупково (Брянская область)
Пу́пково — село в Дятьковском районе Брянской области, в составе Березинского сельского поселения. Расположено в 4 километрах к востоку от посёлка городского типа Любохна. Население — 247 человек (2009).
Упоминается с 1620-х гг. в составе Батоговской волости Брянского уезда как существующее село с храмом Михаила Архангела, поместье князей Волконских. С 1777 по 1922 входило в состав Жиздринского уезда (Калужской, с 1920 — Брянской губернии), в том числе с 1861 — центр Пупковской волости. С 1922 включено в Бежицкий уезд (Любохонская, с 1924 Дятьковская волость); с 1929 в Дятьковском районе. До 1949 года являлось центром Пупковского сельсовета.